# اوناگاوا، میاگی
اوناگاوا، میاگی (به لاتین: Onagawa, Miyagi) یک منطقهٔ مسکونی در ژاپن است که در استان میاگی واقع شده‌است. اوناگاوا ۶۵٫۸۰ کیلومتر مربع مساحت و ۶٬۹۹۳ نفر جمعیت دارد.